# Azusa Iwashimizu
Azusa Iwashimizu (jap. 岩清水梓 Iwashimizu Azusa; ur. 14 października 1986) – japońska piłkarka występująca na pozycji obrońcy.

## Kariera piłkarska
Od 2001 roku występowała w NTV Beleza.